# Speak & Spell
Speak & Spell é o álbum de estreia da banda inglesa Depeche Mode, lançado em 5 de outubro de 1981.
Foi o único álbum que contou com a presença do membro fundador da banda, Vince Clarke, que mais tarde formaria o duo Erasure, sendo este, responsável pela autoria da maior parte do material composto para Speak & Spell. Por isso, esse álbum é melodicamente mais leve que os trabalhos posteriores do Depeche Mode.
O álbum foi relançado remasterizado em Abril de 2006. Estimativas dizem que vendeu pouco mais de 400.000 cópias no mundo, até 2007.

## Faixas
Todas as faixas escritas e compostas por Vince Clarke, exceto onde observado. 
| Edição standard (LP) |                               |                            |                                      |         |  |
| N.º                  | Título                        | Compositor(es)             | Nota                                 | Duração |  |
| 1.                   | "New Life"                    | Vince Clarke, Paul Spector | [ nota 1 ]                           | 3:43    |  |
| 2.                   | "I Sometimes Wish I Was Dead" |                            |                                      | 2:14    |  |
| 3.                   | "Puppets"                     |                            |                                      | 3:55    |  |
| 4.                   | "Boys Say Go!"                |                            |                                      | 3:03    |  |
| 5.                   | "Nodisco"                     |                            |                                      | 4:11    |  |
| 6.                   | "What's Your Name?"           |                            |                                      | 2:41    |  |
| 7.                   | "Photographic"                |                            |                                      | 4:44    |  |
| 8.                   | "Tora! Tora! Tora!"           | Martin Gore                |                                      | 4:34    |  |
| 9.                   | "Big Muff" (instrumental)     | Martin Gore                |                                      | 4:20    |  |
| 10.                  | "Any Second Now (Voices)"     |                            | Canção interpretada por Martin Gore. | 2:35    |  |
| 11.                  | "Just Can't Get Enough"       |                            |                                      | 3:40    |  |
| Duração total:       | Duração total:                | Duração total:             | Duração total:                       | 44:58   |  |

| Edição faixa bônus de 1988 (CD) |                                      |         |  |
| N.º                             | Título                               | Duração |  |
| 12.                             | "Dreaming of Me"                     | 4:03    |  |
| 13.                             | "Ice Machine"                        | 4:05    |  |
| 14.                             | "Shout"                              | 3:46    |  |
| 15.                             | "Any Second Now"                     | 3:08    |  |
| 16.                             | "Just Can't Get Enough (Schizo Mix)" | 6:41    |  |

## Posição nas paradas musicais
| Parada (1981–82)                      | Melhor posição |
| ------------------------------------- | -------------- |
| Austrália (Kent Music Report)         | 28             |
| Alemanha (Offizielle Deutsche Charts) | 49             |
| Nova Zelândia (RMNZ)                  | 45             |
| Suécia (Sverigetopplistan)            | 21             |
| Reino Unido (Official Albums Chart)   | 10             |
| Estados Unidos (Billboard 200)        | 192            |

| Parada (2006) | Melhor posição |
| ------------- | -------------- |
| Itália (FIMI) | 99             |